# The Voice of Germany/Staffel 4
Die vierte Staffel der Gesangs-Castingshow The Voice of Germany wurde vom 9. Oktober bis zum 12. Dezember 2014 ausgestrahlt. Wie die beiden vorangegangenen Staffeln wurde sie von Thore Schölermann und hinter der Bühne von Doris Golpashin moderiert. Die Jury bestand aus der Sängerin Stefanie Kloß, dem Jurorenduo Michi und Smudo von der Hip-Hop-Band Die Fantastischen Vier, dem Gitarristen und Sänger Rea Garvey sowie dem Songwriter, Gitarristen und Sänger Samu Haber. Siegerin wurde Charley Ann Schmutzler.

## Erste Phase: Die Blind Auditions
Die Castings zur vierten Staffel fanden von Ende März bis Mitte April 2014 statt, wurden aber nicht im Fernsehen gezeigt. Die Blind Auditions wurden Ende Juli 2014 im Studio Adlershof in Berlin aufgezeichnet und vom 9. bis zum 30. Oktober 2014 in sieben Fernsehsendungen ausgestrahlt. Die Jury wählte 64 Kandidaten in die zweite Phase, in die alle Coaches mit je 16 Kandidaten einzogen.
Alle vier Jurystimmen erhielten die Kandidaten Lina Arndt, Stephanie Kurpisch, Rick Washington, Alex Hartung, Linda Antonia Heue, Cris Rellah, Koko Fitzgeraldo, Björn Amadeus Kahl, Ben Dettinger, Blue MC, Jackie Bredie, Ingo Röll, Kirk Smith, Camilla Daum, René Noçon, Anna Liza Risse und Jonny Akehurst. Von diesen siebzehn entschieden sich sieben für Rea Garvey, vier für Michi und Smudo, drei für Stefanie Kloß und drei für Samu Haber als Coach.
| Folge  | Die Coaches und ihre Kandidaten                                    | Die Coaches und ihre Kandidaten                                              | Die Coaches und ihre Kandidaten                                      | Die Coaches und ihre Kandidaten              |
| Folge  | Rea Garvey                                                         | Michi und Smudo                                                              | Stefanie Kloß                                                        | Samu Haber                                   |
| ------ | ------------------------------------------------------------------ | ---------------------------------------------------------------------------- | -------------------------------------------------------------------- | -------------------------------------------- |
| 01     | Lina Arndt Rick Washington                                         | Stephanie Kurpisch Michael Antony Austin Charley Ann Schmutzler Alex Hartung | Johanna und Jonathan Deis Sabina Moser                               | Philipp Rodrian                              |
| 02     | Linda Antonia Heue Koko Fitzgeraldo Johanna Ewald                  | Cris Rellah Marion Campbell                                                  | Hafrún Kolbeinsdóttir Vlada Vesna Björn Amadeus Kahl                 | Michael Bormann Jamie Lee Fenner             |
| 03     | Dominik Oberwallner und Moritz Häußinger                           | Marisa Lock („Blue MC“) Janina el Arguioui Ryan De Rama                      | Ben Dettinger Roxanne Henghuber                                      | Jackie Bredie Shady Sheha Karoline Peter     |
| 04     | Ingo Röll Samantha McNair                                          | Calvin Bynum Hanna Linnéa Mödder                                             | Nick Schäfer Sequoia LaDeil Jacko Zieverink                          | Katrin Ringling Kirk Smith                   |
| 05     | Camilla Daum Lucia Aurich                                          | Patrick Jakucs                                                               | Esther Jung Andrea Stjernedal und Sebastian Schwarzbach Carlos Jerez | Floriana Imeri Johannes Holzinger René Noçon |
| 06     | Julia Zander Jonny Akehurst                                        | René Lugonic Kris Madarasz                                                   | Anna Liza Risse Elif Özcelik                                         | Bec Lavelle Maja Zaloznik Arnold Meijer      |
| 07     | Franziska Harmsen Rita Movsesian Andrei Vesa Philipp Leon Altmeyer | Florian Boger Erich Stoll                                                    | Laura Gerhäusser                                                     | Daniel Mehrsadeh Claudia Grabowski           |
| Gesamt | 16                                                                 | 16                                                                           | 16                                                                   | 16                                           |

## Zweite Phase: Die Battle Round
Die Battle Round wurde am 27. und 28. August 2014 in Berlin aufgezeichnet und vom 31. Oktober bis zum 13. November 2014 in vier Fernsehsendungen ausgestrahlt.
Die Coaches bereiteten die Teilnehmer zusammen mit Beratern aus ihrem musikalischen Umfeld auf die Gesangsduelle vor. Wie in der dritten Staffel wurde Samu Haber von Musikproduzent und Songwriter Brix unterstützt, Rea Garvey wurde wie in der zweiten Staffel von Musiker, Songwriter und Musikproduzent Andy Chatterley beraten. Stefanie Kloß wurde von Musiker und Songwriter Alexander Freund unterstützt, Michi und Smudo von DJ, Komponist und Musikproduzent Thomilla.
In allen vier Gruppen trugen die 16 Kandidaten jeweils acht Eins-gegen-Eins-Duelle aus. Der jeweilige Coach bestimmte einen der beiden Kandidaten, der direkt in die nächste Phase kam. Wie in der dritten Staffel konnte auch der unterlegene Kandidat eines Battles in die nächste Phase kommen, und zwar wenn ihn einer der anderen Coaches übernahm. Alle vier Coaches übernahmen je einen Kandidaten einer anderen Gruppe, sodass alle vier Coachinggruppen mit je neun Teilnehmern in die nächste Phase gingen.
| Folge | Coach           | Battle | Direkt weitergewählter Kandidat | Song                                                       | Unterlegener Kandidat                       | Neuer Coach des unterlegenen Kandidaten |
| ----- | --------------- | ------ | ------------------------------- | ---------------------------------------------------------- | ------------------------------------------- | --------------------------------------- |
| 08    | Michi und Smudo | 1      | Ryan De Rama                    | We Are the People von Empire of the Sun                    | Michael Antony Austin                       | —                                       |
| 08    | Samu Haber      | 2      | Katrin Ringling                 | Bang Bang von Jessie J, Ariana Grande und Nicki Minaj      | Jackie Bredie                               | —                                       |
| 08    | Stefanie Kloß   | 3      | Elif Özcelik                    | Another Way to Die von Alicia Keys und Jack White          | Jacko Zieverink                             | —                                       |
| 08    | Rea Garvey      | 4      | Samantha McNair                 | Bang Bang (My Baby Shot Me Down) von Cher                  | Linda Antonia Heue                          | Stefanie Kloß                           |
| 08    | Stefanie Kloß   | 5      | Nick Schäfer                    | Black Chandelier von Biffy Clyro                           | Roxanne Henghuber                           | —                                       |
| 08    | Samu Haber      | 6      | Shady Sheha                     | Love Never Felt So Good von Michael Jackson                | Kirk Smith                                  | —                                       |
| 08    | Rea Garvey      | 7      | Lina Arndt                      | I Can’t Make You Love Me von Bonnie Raitt                  | Johanna Ewald                               | —                                       |
| 08    | Michi und Smudo | 8      | Blue MC                         | Thrift Shop von Macklemore und Ryan Lewis featuring Wanz   | Alex Hartung                                | Rea Garvey                              |
| 09    | Michi und Smudo | 9      | Stephanie Kurpisch              | Irgendwie, irgendwo, irgendwann von Nena                   | Janina el Arguioui                          | —                                       |
| 09    | Samu Haber      | 10     | Johannes Holzinger              | I See Fire von Ed Sheeran                                  | Bec Lavelle                                 | —                                       |
| 09    | Stefanie Kloß   | 11     | Anna Liza Risse                 | Time Is Running Out von Muse                               | Sabina Moser                                | —                                       |
| 09    | Michi und Smudo | 12     | Florian Boger                   | Traum von Cro                                              | Erich Stoll                                 | —                                       |
| 09    | Samu Haber      | 13     | Maja Zaloznik                   | Maps von Maroon 5                                          | Floriana Imeri                              | —                                       |
| 09    | Rea Garvey      | 14     | Franziska Harmsen               | Calm After the Storm von The Common Linnets                | Jonny Akehurst                              | —                                       |
| 09    | Stefanie Kloß   | 15     | Ben Dettinger                   | Titanium von David Guetta featuring Sia                    | Laura Gerhäusser                            | —                                       |
| 09    | Rea Garvey      | 16     | Philipp Leon Altmeyer           | Wolke 7 von Max Herre und Philipp Poisel                   | Dominik Oberwallner und Moritz Häußinger    | Michi und Smudo                         |
| 10    | Rea Garvey      | 17     | Andrei Vesa                     | Pompeii von Bastille                                       | Ingo Röll                                   | —                                       |
| 10    | Michi und Smudo | 18     | Charley Ann Schmutzler          | One von U2                                                 | Hanna Linnéa Mödder                         | —                                       |
| 10    | Samu Haber      | 19     | Philipp Rodrian                 | Superheroes von The Script                                 | Arnold Meijer                               | —                                       |
| 10    | Stefanie Kloß   | 20     | Sequoia LaDeil                  | Drops of Jupiter (Tell Me) von Train                       | Andrea Stjernedal und Sebastian Schwarzbach | —                                       |
| 10    | Michi und Smudo | 21     | Patrick Jakucs                  | I’m All Over It von Jamie Cullum                           | Kris Madarasz                               | —                                       |
| 10    | Rea Garvey      | 22     | Camilla Daum                    | Maneater von Nelly Furtado                                 | Julia Zander                                | —                                       |
| 10    | Samu Haber      | 23     | René Noçon                      | Say Something von A Great Big World und Christina Aguilera | Michael Bormann                             | —                                       |
| 10    | Stefanie Kloß   | 24     | Carlos Jerez                    | Radioactive von Imagine Dragons                            | Esther Jung                                 | —                                       |
| 11    | Michi und Smudo | 25     | Marion Campbell                 | Burn It Down von Linkin Park                               | Cris Rellah                                 | —                                       |
| 11    | Samu Haber      | 26     | Daniel Mehrsadeh                | The One That Got Away von Katy Perry                       | Karoline Peter                              | —                                       |
| 11    | Stefanie Kloß   | 27     | Hafrún Kolbeinsdóttir           | Blackbird von The Beatles                                  | Vlada Vesna                                 | —                                       |
| 11    | Rea Garvey      | 28     | Koko Fitzgeraldo                | All About That Bass von Meghan Trainor                     | Lucia Aurich                                | —                                       |
| 11    | Samu Haber      | 29     | Jamie Lee Fenner                | How Will I Know von Whitney Houston                        | Claudia Grabowski                           | —                                       |
| 11    | Stefanie Kloß   | 30     | Björn Amadeus Kahl              | Geh’ davon aus von Söhne Mannheims                         | Johanna und Jonathan Deis                   | —                                       |
| 11    | Rea Garvey      | 31     | Rita Movsesian                  | 7 Seconds von Youssou N’Dour und Neneh Cherry              | Rick Washington                             | —                                       |
| 11    | Michi und Smudo | 32     | Calvin Bynum                    | Don’t von Ed Sheeran                                       | René Lugonic                                | Samu Haber                              |

| Die Coaches und ihre Kandidaten nach den Battles                                                                                         | Die Coaches und ihre Kandidaten nach den Battles | Die Coaches und ihre Kandidaten nach den Battles                                                                                                | Die Coaches und ihre Kandidaten nach den Battles                                                                                       |
| Rea Garvey | Michi und Smudo | Stefanie Kloß | Samu Haber |
| --- | --- | --- | --- |
| Samantha McNair Lina Arndt Franziska Harmsen Philipp Leon Altmeyer Andrei Vesa Camilla Daum Koko Fitzgeraldo Rita Movsesian Alex Hartung | Ryan De Rama Blue MC Stephanie Kurpisch Florian Boger Charley Ann Schmutzler Patrick Jakucs Marion Campbell Calvin Bynum Dominik Oberwallner und Moritz Häußinger | Elif Özcelik Nick Schäfer Anna Liza Risse Ben Dettinger Sequoia LaDeil Carlos Jerez Hafrún Kolbeinsdóttir Björn Amadeus Kahl Linda Antonia Heue | Katrin Ringling Shady Sheha Johannes Holzinger Maja Zaloznik Philipp Rodrian René Noçon Daniel Mehrsadeh Jamie Lee Fenner René Lugonic |
| 9 (8+1) | 9 (8+1) | 9 (8+1) | 9 (8+1) |

## Dritte Phase: Die Knockouts
Die dritte Phase, diesmal die Knockouts genannt, wurde am 11. und 12. September 2014 in Berlin aufgezeichnet und in zwei Fernsehsendungen am 14. und 20. November 2014 ausgestrahlt. Je drei vom Coach bestimmte Teilnehmer der neun Kandidaten einer Gruppe trugen nacheinander einen selbstgewählten Song vor. Danach wählte der Coach einen der drei für die Liveshows aus. Ähnlich wie in der Battle Round übernahm jeder Coach einen der nicht direkt weitergewählten Kandidaten einer anderen Gruppe; damit gingen alle vier Coaches mit je vier Teilnehmern in die Liveshow-Phase.
| Folge | Coach           | Auf- tritt | Kandidat                                 | Song                                                             | Weitergewählt durch Coach |
| ----- | --------------- | ---------- | ---------------------------------------- | ---------------------------------------------------------------- | ------------------------- |
| 12    | Stefanie Kloß   | 1          | Sequoia LaDeil                           | The Book of Love von Peter Gabriel                               | —                         |
| 12    | Stefanie Kloß   | 2          | Linda Antonia Heue                       | Warwick Avenue von Duffy                                         | —                         |
| 12    | Stefanie Kloß   | 3          | Anna Liza Risse                          | House of Gold von Twenty One Pilots                              | Stefanie Kloß             |
| 12    | Samu Haber      | 4          | Maja Zaloznik                            | I Just Want to Make Love to You von Muddy Waters                 | —                         |
| 12    | Samu Haber      | 5          | Shady Sheha                              | Standing Outside the Fire von Garth Brooks                       | —                         |
| 12    | Samu Haber      | 6          | Katrin Ringling                          | Applause von Lady Gaga                                           | Samu Haber                |
| 12    | Michi und Smudo | 7          | Florian Boger                            | Morgens immer müde von Laing                                     | —                         |
| 12    | Michi und Smudo | 8          | Dominik Oberwallner und Moritz Häußinger | Das kann uns keiner nehmen von Revolverheld                      | —                         |
| 12    | Michi und Smudo | 9          | Stephanie Kurpisch                       | Du hast den Farbfilm vergessen von Nina Hagen                    | Michi und Smudo           |
| 12    | Rea Garvey      | 10         | Camilla Daum                             | Stay the Night von Zedd featuring Hayley Williams                | —                         |
| 12    | Rea Garvey      | 11         | Koko Fitzgeraldo                         | I Can’t Stand the Rain von Ann Peebles                           | —                         |
| 12    | Rea Garvey      | 12         | Alex Hartung                             | Can’t Hold Us von Macklemore und Ryan Lewis featuring Ray Dalton | Rea Garvey                |
| 12    | Stefanie Kloß   | 13         | Ben Dettinger                            | Who You Are von Jessie J                                         | Stefanie Kloß             |
| 12    | Stefanie Kloß   | 14         | Elif Özcelik                             | Unfaithful von Rihanna                                           | —                         |
| 12    | Stefanie Kloß   | 15         | Carlos Jerez                             | If I Ain’t Got You von Alicia Keys                               | Rea Garvey                |
| 13    | Michi und Smudo | 16         | Marion Campbell                          | Smells Like Teen Spirit von Nirvana                              | Stefanie Kloß             |
| 13    | Michi und Smudo | 17         | Blue MC                                  | Doo Wop (That Thing) von Lauryn Hill                             | —                         |
| 13    | Michi und Smudo | 18         | Charley Ann Schmutzler                   | Reckoning Song von Asaf Avidan & the Mojos                       | Michi und Smudo           |
| 13    | Stefanie Kloß   | 19         | Nick Schäfer                             | Wonderwall von Oasis                                             | —                         |
| 13    | Stefanie Kloß   | 20         | Hafrún Kolbeinsdóttir                    | The A Team von Ed Sheeran                                        | —                         |
| 13    | Stefanie Kloß   | 21         | Björn Amadeus Kahl                       | Für immer ab jetzt von Johannes Oerding                          | Stefanie Kloß             |
| 13    | Samu Haber      | 22         | Daniel Mehrsadeh                         | Mirrors von Justin Timberlake                                    | Samu Haber                |
| 13    | Samu Haber      | 23         | Philipp Rodrian                          | Don’t Stop the Music von Rihanna                                 | —                         |
| 13    | Samu Haber      | 24         | Johannes Holzinger                       | Video Games von Lana Del Rey                                     | —                         |
| 13    | Rea Garvey      | 25         | Andrei Vesa                              | Breakeven von The Script                                         | Samu Haber                |
| 13    | Rea Garvey      | 26         | Philipp Leon Altmeyer                    | Ich lass für dich das Licht an von Revolverheld                  | Rea Garvey                |
| 13    | Rea Garvey      | 27         | Rita Movsesian                           | Desert Rose von Sting und Cheb Mami                              | —                         |
| 13    | Michi und Smudo | 28         | Patrick Jakucs                           | Ordinary People von John Legend                                  | —                         |
| 13    | Michi und Smudo | 29         | Calvin Bynum                             | Brown Sugar von D’Angelo                                         | Michi und Smudo           |
| 13    | Michi und Smudo | 30         | Ryan De Rama                             | All of the Stars von Ed Sheeran                                  | —                         |
| 13    | Rea Garvey      | 31         | Samantha McNair                          | Speechless von Lady Gaga                                         | —                         |
| 13    | Rea Garvey      | 32         | Franziska Harmsen                        | Towers von Little Mix                                            | —                         |
| 13    | Rea Garvey      | 33         | Lina Arndt                               | Sweater Weather von The Neighbourhood                            | Rea Garvey                |
| 13    | Samu Haber      | 34         | Jamie Lee Fenner                         | Words as Weapons von Birdy                                       | —                         |
| 13    | Samu Haber      | 35         | René Lugonic                             | Free Fallin’ von Tom Petty                                       | Michi und Smudo           |
| 13    | Samu Haber      | 36         | René Noçon                               | Rennen + Stolpern von Jupiter Jones                              | Samu Haber                |

| Die Coaches und ihre Kandidaten nach den Battles           | Die Coaches und ihre Kandidaten nach den Battles                    | Die Coaches und ihre Kandidaten nach den Battles                 | Die Coaches und ihre Kandidaten nach den Battles        |
| Rea Garvey                                                 | Michi und Smudo                                                     | Stefanie Kloß                                                    | Samu Haber                                              |
| ---------------------------------------------------------- | ------------------------------------------------------------------- | ---------------------------------------------------------------- | ------------------------------------------------------- |
| Alex Hartung Philipp Leon Altmeyer Lina Arndt Carlos Jerez | Stephanie Kurpisch Charley Ann Schmutzler Calvin Bynum René Lugonic | Anna Liza Risse Ben Dettinger Björn Amadeus Kahl Marion Campbell | Katrin Ringling Daniel Mehrsadeh René Noçon Andrei Vesa |
| 4 (3+1)                                                    | 4 (3+1)                                                             | 4 (3+1)                                                          | 4 (3+1)                                                 |

## Vierte Phase: Die Liveshows
Die vier Liveshows fanden vom 21. November bis zum 12. Dezember 2014 in Berlin statt. In den ersten beiden Liveshows traten jeweils 8 der verbliebenen 16 Teilnehmer auf: Zwei Kandidaten des gleichen Coaches trugen nacheinander einen ersten Song vor; in den anschließenden sogenannten „Clashes“ sangen beide Teilnehmer je zwei Kurzversionen verschiedener Songs. Anders als in früheren Staffeln wurde ein Trend aus der Auswertung sozialer Netzwerke bekanntgegeben. Dann teilte der Coach 100 Punkte zwischen seinen beiden Teilnehmern auf. Anschließend erhielten die beiden Kandidaten ihr Televoting-Prozentergebnis als Punkte. Aus jedem der acht Zweikämpfe kam der Teilnehmer mit der höheren Punktesumme ins Halbfinale. Die vier Halbfinalduelle trugen jeweils zwei Kandidaten unterschiedlicher Coaches aus. Je ein Schützling jedes Coaches kam ins Finale.

### Ergebnistabelle
| Coach: Michi und Smudo | Coach: Michi und Smudo | Coach: Michi und Smudo | Coach: Michi und Smudo | Coach: Michi und Smudo |
| Name                   | 1. Liveshow            | 2. Liveshow            | Halbfinale             | Finale                 |
| ---------------------- | ---------------------- | ---------------------- | ---------------------- | ---------------------- |
| Charley Ann Schmutzler | Weiter                 | –                      | Weiter                 | 1. Platz               |
| Calvin Bynum           | –                      | Weiter                 | Ausgeschieden          |                        |
| Stephanie Kurpisch     | Ausgeschieden          | –                      |                        |                        |
| René Lugonic           | –                      | Ausgeschieden          |                        |                        |
| Coach: Rea Garvey      |                        |                        |                        |                        |
| Name                   | 1. Liveshow            | 2. Liveshow            | Halbfinale             | Finale                 |
| Lina Arndt             | –                      | Weiter                 | Weiter                 | 2. Platz               |
| Philipp Leon Altmeyer  | Weiter                 | –                      | Ausgeschieden          |                        |
| Alex Hartung           | Ausgeschieden          | –                      |                        |                        |
| Carlos Jerez           | –                      | Ausgeschieden          |                        |                        |
| Coach: Samu Haber      |                        |                        |                        |                        |
| Name                   | 1. Liveshow            | 2. Liveshow            | Halbfinale             | Finale                 |
| Andrei Vesa            | Weiter                 | –                      | Weiter                 | 3. Platz               |
| René Noçon             | –                      | Weiter                 | Ausgeschieden          |                        |
| Katrin Ringling        | Ausgeschieden          | –                      |                        |                        |
| Daniel Mehrsadeh       | –                      | Ausgeschieden          |                        |                        |
| Coach: Stefanie Kloß   |                        |                        |                        |                        |
| Name                   | 1. Liveshow            | 2. Liveshow            | Halbfinale             | Finale                 |
| Marion Campbell        | –                      | Weiter                 | Weiter                 | 4. Platz               |
| Ben Dettinger          | Weiter                 | –                      | Ausgeschieden          |                        |
| Björn Amadeus Kahl     | Ausgeschieden          | –                      |                        |                        |
| Anna Liza Risse        | –                      | Ausgeschieden          |                        |                        |

### Erste Liveshow
In der ersten Liveshow am 21. November 2014 kam jeweils einer von zwei auftretenden Kandidaten jeder Gruppe weiter.
Während der Show sang Rea Garvey seinen Song Oh My Love. Später trug Kiesza ihren Song Hideaway vor, anfangs von den acht Kandidaten der zweiten Liveshow unterstützt. Die Band Sunrise Avenue sang ihren neuen Song Nothing Is Over.
| Voting | Coach           | Kandidat               | Song                                         | Songs im „Clash“                                     | Punktevergabe | Punktevergabe | Punktevergabe |
| Voting | Coach           | Kandidat               | Song                                         | Songs im „Clash“                                     | Coach         | Zuschauer     | Gesamt        |
| ------ | --------------- | ---------------------- | -------------------------------------------- | ---------------------------------------------------- | ------------- | ------------- | ------------- |
| 1      | Michi und Smudo | Stephanie Kurpisch     | Lass die Musik an von Madsen                 | Keine Rosen von Teesy                                | 50            | 18,3          | 068,3         |
| 1      | Michi und Smudo | Stephanie Kurpisch     | Lass die Musik an von Madsen                 | Schrei nach Liebe von Die Ärzte                      | 50            | 18,3          | 068,3         |
| 1      | Michi und Smudo | Charley Ann Schmutzler | Yellow von Coldplay                          | I Couldn’t Care Less von Leslie Clio                 | 50            | 81,7          | 131,7         |
| 1      | Michi und Smudo | Charley Ann Schmutzler | Yellow von Coldplay                          | Only Love Can Hurt Like This von Paloma Faith        | 50            | 81,7          | 131,7         |
|        |                 |                        |                                              |                                                      |               |               |               |
| 2      | Stefanie Kloß   | Ben Dettinger          | Fix You von Coldplay                         | Feeling Good von Cy Grant                            | 58            | 48,0          | 106,0         |
| 2      | Stefanie Kloß   | Ben Dettinger          | Fix You von Coldplay                         | Use Somebody von Kings of Leon                       | 58            | 48,0          | 106,0         |
| 2      | Stefanie Kloß   | Björn Amadeus Kahl     | Amoi seg’ ma uns wieder von Andreas Gabalier | Human von The Killers                                | 42            | 52,0          | 094,0         |
| 2      | Stefanie Kloß   | Björn Amadeus Kahl     | Amoi seg’ ma uns wieder von Andreas Gabalier | Wie soll ein Mensch das ertragen von Philipp Poisel  | 42            | 52,0          | 094,0         |
|        |                 |                        |                                              |                                                      |               |               |               |
| 3      | Samu Haber      | Katrin Ringling        | Running Up That Hill von Kate Bush           | Boom Clap von Charli XCX                             | 50            | 37,7          | 087,7         |
| 3      | Samu Haber      | Katrin Ringling        | Running Up That Hill von Kate Bush           | The Days von Avicii                                  | 50            | 37,7          | 087,7         |
| 3      | Samu Haber      | Andrei Vesa            | Secrets von OneRepublic                      | Geronimo von Sheppard                                | 50            | 62,3          | 112,3         |
| 3      | Samu Haber      | Andrei Vesa            | Secrets von OneRepublic                      | High Hopes von Kodaline                              | 50            | 62,3          | 112,3         |
|        |                 |                        |                                              |                                                      |               |               |               |
| 4      | Rea Garvey      | Alex Hartung           | Stronger von Kanye West                      | Empire State of Mind von Jay-Z featuring Alicia Keys | 50            | 49,6          | 099,6         |
| 4      | Rea Garvey      | Alex Hartung           | Stronger von Kanye West                      | Not Afraid von Eminem                                | 50            | 49,6          | 099,6         |
| 4      | Rea Garvey      | Philipp Leon Altmeyer  | Engel von Johannes Oerding                   | Wie ich von Kraftklub                                | 50            | 50,4          | 100,4         |
| 4      | Rea Garvey      | Philipp Leon Altmeyer  | Engel von Johannes Oerding                   | So Perfekt von Casper                                | 50            | 50,4          | 100,4         |

### Zweite Liveshow
Auch in der zweiten Liveshow am 28. November 2014 kam jeweils einer von zwei auftretenden Kandidaten jeder Gruppe weiter. Am Schluss der Sendung wurden die Halbfinalpaarungen festgelegt.
Zu Beginn der Show sang Christina Perri ihren Song Human, unterstützt von den acht Kandidaten der zweiten Liveshow. Später trug Jessie J zusammen mit den vier Halbfinalisten der ersten Liveshow ihren aktuellen Song Masterpiece vor. Die Band Silbermond sang ihr Lied Symphonie. Außerdem trug Christina Perri ihren Hit Jar of Hearts vor.
| Voting | Coach           | Kandidat         | Song                                                                | Songs im „Clash“                                   | Punktevergabe | Punktevergabe | Punktevergabe |
| Voting | Coach           | Kandidat         | Song                                                                | Songs im „Clash“                                   | Coach         | Zuschauer     | Gesamt        |
| ------ | --------------- | ---------------- | ------------------------------------------------------------------- | -------------------------------------------------- | ------------- | ------------- | ------------- |
| 1      | Michi und Smudo | Calvin Bynum     | Magic von Robin Thicke                                              | The Man von Aloe Blacc                             | 65            | 43,0          | 108,0         |
| 1      | Michi und Smudo | Calvin Bynum     | Magic von Robin Thicke                                              | Marilyn Monroe von Pharrell Williams               | 65            | 43,0          | 108,0         |
| 1      | Michi und Smudo | René Lugonic     | Rude von Magic                                                      | I’m Yours von Jason Mraz                           | 35            | 57,0          | 092,0         |
| 1      | Michi und Smudo | René Lugonic     | Rude von Magic                                                      | Shake It Off von Taylor Swift                      | 35            | 57,0          | 092,0         |
|        |                 |                  |                                                                     |                                                    |               |               |               |
| 2      | Samu Haber      | Daniel Mehrsadeh | Chandelier von Sia                                                  | This Love von Maroon 5                             | 45            | 38,2          | 083,2         |
| 2      | Samu Haber      | Daniel Mehrsadeh | Chandelier von Sia                                                  | All of Me von John Legend                          | 45            | 38,2          | 083,2         |
| 2      | Samu Haber      | René Noçon       | Das Gold von morgen von Alexa Feser                                 | Lass uns gehen von Revolverheld                    | 55            | 61,8          | 116,8         |
| 2      | Samu Haber      | René Noçon       | Das Gold von morgen von Alexa Feser                                 | Still von Jupiter Jones                            | 55            | 61,8          | 116,8         |
|        |                 |                  |                                                                     |                                                    |               |               |               |
| 3      | Stefanie Kloß   | Marion Campbell  | They Don’t Care About Us von Michael Jackson                        | Heroes (We Could Be) von Alesso featuring Tove Lo  | 51            | 53,6          | 104,6         |
| 3      | Stefanie Kloß   | Marion Campbell  | They Don’t Care About Us von Michael Jackson                        | Whole Lotta Love von Led Zeppelin                  | 51            | 53,6          | 104,6         |
| 3      | Stefanie Kloß   | Anna Liza Risse  | Survivor von Destiny’s Child                                        | Best of You von Foo Fighters                       | 49            | 46,4          | 095,4         |
| 3      | Stefanie Kloß   | Anna Liza Risse  | Survivor von Destiny’s Child                                        | I Write Sins Not Tragedies von Panic! at the Disco | 49            | 46,4          | 095,4         |
|        |                 |                  |                                                                     |                                                    |               |               |               |
| 4      | Rea Garvey      | Carlos Jerez     | Don’t You Worry Child von Swedish House Mafia featuring John Martin | Drive By von Train                                 | 40            | 17,9          | 057,9         |
| 4      | Rea Garvey      | Carlos Jerez     | Don’t You Worry Child von Swedish House Mafia featuring John Martin | Little Lion Man von Mumford & Sons                 | 40            | 17,9          | 057,9         |
| 4      | Rea Garvey      | Lina Arndt       | Take Me to Church von Hozier                                        | Riptide von Vance Joy                              | 60            | 82,1          | 142,1         |
| 4      | Rea Garvey      | Lina Arndt       | Take Me to Church von Hozier                                        | Summertime Sadness von Lana Del Rey                | 60            | 82,1          | 142,1         |

### Halbfinale
Im Halbfinale am 5. Dezember 2014 traten jeweils zwei Kandidaten unterschiedlicher Coaches gegeneinander an. Die vier Gesangsduelle wurden ausschließlich durch die Stimmen der Zuschauer entschieden. Da die vier Sieger nun nicht mehr innerhalb der einzelnen Gruppen ermittelt wurden, hatte kein Coach einen Finalplatz sicher. Schließlich erreichte aus jeder der vier Gruppen ein Kandidat das Finale.
Alle acht Halbfinalteilnehmer hatten vor der Sendung ein eigenes, neu komponiertes Lied aufgenommen. Nach jedem der vier Gesangsduelle sang der jeweilige Sieger sein Lied live in der Show. Die Studioaufnahmen aller acht Songs, auch die der vier nicht live vorgestellten, wurden nach Ende der Sendung in den Downloadshops zum Kauf angeboten.
Zu Beginn der Sendung führte die Band Coldplay ihren Song A Sky Full of Stars auf. Später trug die Band Die Fantastischen Vier ihr neues Lied Single vor. Gregory Porter sang seinen Song Hey Laura.
| Gesangs- duell | Coach           | Kandidat               | Song                                       | Televoting (in %) | Eigener Song des Finalteilnehmers |  |
| -------------- | --------------- | ---------------------- | ------------------------------------------ | ----------------- | --------------------------------- |  |
| 1.             | Rea Garvey      | Lina Arndt             | Mad World von Tears for Fears              | 59,0              | Love in a Cold Room               |  |
| 1.             | Samu Haber      | René Noçon             | Kartenhaus von Adel Tawil                  | 41,0              | —                                 |  |
|                |                 |                        |                                            |                   |                                   |  |
| 2.             | Samu Haber      | Andrei Vesa            | Hometown Glory von Adele                   | 81,4              | Moving On                         |  |
| 2.             | Stefanie Kloß   | Ben Dettinger          | Locked Out of Heaven von Bruno Mars        | 18,6              | —                                 |  |
|                |                 |                        |                                            |                   |                                   |  |
| 3.             | Stefanie Kloß   | Marion Campbell        | No More I Love You’s von The Lover Speaks  | 79,2              | Lifetime                          |  |
| 3.             | Michi und Smudo | Calvin Bynum           | Under the Bridge von Red Hot Chili Peppers | 20,8              | —                                 |  |
|                |                 |                        |                                            |                   |                                   |  |
| 4.             | Michi und Smudo | Charley Ann Schmutzler | Cry Me a River von Julie London            | 65,7              | Blue Heart                        |  |
| 4.             | Rea Garvey      | Philipp Leon Altmeyer  | Meine Soldaten von Maxim                   | 34,3              | —                                 |  |

### Finale
Die vierte Liveshow, das Finale, fand am 12. Dezember 2014 statt. Wie in den vorherigen Staffeln wurde der Sieger durch eine Kombination aus Anzahl Song-Downloads und Televoting-Ergebnis ermittelt. Die im Halbfinale präsentierten eigenen Songs der vier Finalteilnehmer standen in verschiedenen Musikportalen zum kostenpflichtigen Download bereit. Für jeden der vier Finalisten zählte ein bis zum 11. Dezember 2014 verkaufter Download so viel wie zwei Televotingstimmen am Finalabend.
In der Finalshow trug jeder Finalteilnehmer seinen eigenen Song vor, sang außerdem ein Duett mit seinem Coach und ein weiteres Duett mit einem Gastkünstler. Charley Ann Schmutzler sang gemeinsam mit Hozier, Lina Arndt mit Ed Sheeran, Andrei Vesa mit Ella Henderson und Marion Campbell mit Olly Murs. Die meisten Downloads vor Beginn der Finalshow hatte Lina Arndt, doch nach Abschluss des Televotings hatte Charley Ann Schmutzler die höchste Gesamtwertung.
| Rang | Kandidat               | Coach           | Songs                    | Songs                            | Televoting und Downloads |
| ---- | ---------------------- | --------------- | ------------------------ | -------------------------------- | ------------------------ |
| 1    | Charley Ann Schmutzler | Michi und Smudo | eigener Song             | Blue Heart                       | 41,75 %                  |
| 1    | Charley Ann Schmutzler | Michi und Smudo | Duett mit Coach          | 25 von Die Fantastischen Vier    | 41,75 %                  |
| 1    | Charley Ann Schmutzler | Michi und Smudo | Duett mit Gastkünstler   | Take Me to Church von Hozier     | 41,75 %                  |
|      |                        |                 |                          |                                  |                          |
| 2    | Lina Arndt             | Rea Garvey      | eigener Song             | Love in a Cold Room              | 21,92 %                  |
| 2    | Lina Arndt             | Rea Garvey      | Duett mit Coach          | Hurt von Nine Inch Nails         | 21,92 %                  |
| 2    | Lina Arndt             | Rea Garvey      | Duett mit Gastkünstler   | Thinking Out Loud von Ed Sheeran | 21,92 %                  |
|      |                        |                 |                          |                                  |                          |
| 3    | Andrei Vesa            | Samu Haber      | eigener Song             | Moving On                        | 19,28 %                  |
| 3    | Andrei Vesa            | Samu Haber      | Duett mit Coach          | More Than Words von Extreme      | 19,28 %                  |
| 3    | Andrei Vesa            | Samu Haber      | Duett mit Gastkünstlerin | Ghost von Ella Henderson         | 19,28 %                  |
|      |                        |                 |                          |                                  |                          |
| 4    | Marion Campbell        | Stefanie Kloß   | eigener Song             | Lifetime                         | 17,05 %                  |
| 4    | Marion Campbell        | Stefanie Kloß   | Duett mit Coach          | Roxanne von The Police           | 17,05 %                  |
| 4    | Marion Campbell        | Stefanie Kloß   | Duett mit Gastkünstler   | Wrapped Up von Olly Murs         | 17,05 %                  |

## Einschaltquoten
Im Durchschnitt sahen 3,52 Millionen Zuschauer die vierte Staffel von The Voice of Germany auf ProSieben und Sat.1, der Marktanteil beim Gesamtpublikum betrug 12,0 Prozent. In der Zielgruppe der 14- bis 49-Jährigen sahen im Durchschnitt 2,21 Millionen Zuschauer zu, was einem Marktanteil von 20,1 Prozent entsprach.
| Folge | Sendung         | Sender    | Datum                 | Zuschauer | Zuschauer       | Marktanteil | Marktanteil     | Quelle |
| Folge | Sendung         | Sender    | Datum                 | Gesamt    | 14 bis 49 Jahre | Gesamt      | 14 bis 49 Jahre | Quelle |
| ----- | --------------- | --------- | --------------------- | --------- | --------------- | ----------- | --------------- | ------ |
| 01    | Blind Auditions | ProSieben | Do, 9. Oktober 2014   | 3,84 Mio. | 2,50 Mio.       | 13,3 %      | 22,8 %          | [ 8 ]  |
| 02    | Blind Auditions | Sat.1     | Fr, 10. Oktober 2014  | 3,77 Mio. | 2,35 Mio.       | 13,1 %      | 22,9 %          | [ 9 ]  |
| 03    | Blind Auditions | ProSieben | Do, 16. Oktober 2014  | 4,25 Mio. | 2,87 Mio.       | 14,3 %      | 25,8 %          | [ 10 ] |
| 04    | Blind Auditions | Sat.1     | Fr, 17. Oktober 2014  | 4,11 Mio. | 2,51 Mio.       | 13,4 %      | 23,1 %          | [ 11 ] |
| 05    | Blind Auditions | ProSieben | Do, 23. Oktober 2014  | 4,17 Mio. | 2,85 Mio.       | 13,8 %      | 25,4 %          | [ 12 ] |
| 06    | Blind Auditions | Sat.1     | Fr, 24. Oktober 2014  | 4,28 Mio. | 2,59 Mio.       | 14,2 %      | 24,8 %          | [ 13 ] |
| 07    | Blind Auditions | ProSieben | Do, 30. Oktober 2014  | 4,34 Mio. | 2,84 Mio.       | 14,1 %      | 25,2 %          | [ 14 ] |
| 08    | Battle Round    | Sat.1     | Fr, 31. Oktober 2014  | 3,48 Mio. | 2,10 Mio.       | 11,9 %      | 21,0 %          | [ 15 ] |
| 09    | Battle Round    | ProSieben | Do, 6. November 2014  | 3,75 Mio. | 2,60 Mio.       | 12,2 %      | 22,3 %          | [ 16 ] |
| 10    | Battle Round    | Sat.1     | Fr, 7. November 2014  | 3,64 Mio. | 2,14 Mio.       | 12,1 %      | 19,8 %          | [ 17 ] |
| 11    | Battle Round    | ProSieben | Do, 13. November 2014 | 3,34 Mio. | 2,32 Mio.       | 10,9 %      | 20,0 %          | [ 18 ] |
| 12    | Knockouts       | Sat.1     | Fr, 14. November 2014 | 3,41 Mio. | 1,96 Mio.       | 11,0 %      | 17,2 %          | [ 19 ] |
| 13    | Knockouts       | ProSieben | Do, 20. November 2014 | 2,90 Mio. | 1,89 Mio.       | 10,7 %      | 19,0 %          | [ 20 ] |
| 14    | Liveshow        | Sat.1     | Fr, 21. November 2014 | 3,44 Mio. | 2,01 Mio.       | 12,0 %      | 19,1 %          | [ 21 ] |
| 15    | Liveshow        | Sat.1     | Fr, 28. November 2014 | 2,43 Mio. | 1,28 Mio.       | 08,9 %      | 13,0 %          | [ 22 ] |
| 16    | Liveshow        | Sat.1     | Fr, 5. Dezember 2014  | 2,71 Mio. | 1,57 Mio.       | 10,0 %      | 16,4 %          | [ 23 ] |
| 17    | Liveshow        | Sat.1     | Fr, 12. Dezember 2014 | 3,15 Mio. | 1,73 Mio.       | 11,5 %      | 17,7 %          | [ 24 ] |